# Grevillea costata
Grevillea costata är en tvåhjärtbladig växtart som beskrevs av C.A. Gardn. och Edward George. Grevillea costata ingår i släktet Grevillea och familjen Proteaceae. Inga underarter finns listade i Catalogue of Life.